# Niaziepietrowsk
Niaziepietrowsk – miasto w Rosji, w obwodzie czelabińskim. W 2010 roku liczyło 12 451 mieszkańców.